# Malek Mouath
Malek Mouath, znany również jako Malek Maaz (arab. مالك معاذ; ur. 10 sierpnia 1981 w Dżuddzie) – saudyjski piłkarz występujący na pozycji napastnika.

## Kariera klubowa
Malek Mouath zawodową karierę rozpoczynał w 2000 roku w Al-Ansar. W debiutanckim sezonie zajął z nim szóste miejsce w tabeli saudyjskiej ekstraklasy. W Al-Ansar Mouath grywał na pozycji ofensywnego pomocnika. W 2003 roku podpisał kontrakt z Al-Ahli Dżudda, gdzie zaczął występować jako napastnik. Klub ten zapłacił za saudyjskiego piłkarza około 700 tysięcy dolarów amerykańskich. W pierwszym sezonie w Al-Ahli Mouath wraz z zespołem zajął w tabeli czwartą pozycję. W sezonie 2006/07 został wybrany najlepszym zawodnikiem ligowych rozgrywek.

## Kariera reprezentacyjna
W reprezentacji swojego kraju Mouath zadebiutował w 2006 roku. W tym samym roku Marcos Paquetá powołał go do kadry na Mistrzostwa Świata. Arabia Saudyjska na mundialu tym zajęła ostatnie miejsce w swojej grupie i odpadła z turnieju. Sam Mouath na niemieckich boiskach pełnił rolę rezerwowego, jednak na boisku pojawiał się w każdym z trzech spotkań. W 2007 roku wraz z drużyną narodową Mouath pojechał na Puchar Azji. Arabia Saudyjska dotarła do finału, gdzie przegrała z Irakiem 1:0. Na turnieju tym Mouath zdobył dwa gole, oba w zwycięskim 3:2 półfinałowym pojedynku przeciwko Japonii.